# Jim Riley
Jim Riley (né le 25 mai 1897 à Bayfield, dans la province du Nouveau-Brunswick au Canada - 25 mai 1969 à Seguin, dans l'État du Texas aux États-Unis) est un joueur professionnel canadien de hockey sur glace.

## Carrière en club
En saison 1916-1917, il commence sa carrière avec les Metropolitans de Seattle dans l'Association de hockey de la Côte du Pacifique ; il fait partie de l'effectif de Seattle qui remporte la Coupe Stanley contre les Canadiens de Montréal de l'Association nationale de hockey 3 matchs à 1 à la fin de cette première saison,.

## Statistiques
| Saison    | Équipe                   | Ligue |    | Saison régulière | Saison régulière | Saison régulière | Saison régulière | Saison régulière |   | Séries éliminatoires | Séries éliminatoires | Séries éliminatoires | Séries éliminatoires | Séries éliminatoires |
| Saison    | Équipe                   | Ligue | PJ | B                | A                | Pts              | Pun              | PJ               | B | A                    | Pts                  | Pun                  |                      |                      |
| 1917-1918 | Metropolitans de Seattle | PCHA  | 17 | 4                | 0                | 4                | 0                | -                | - | -                    | -                    | -                    |                      |                      |
| 1919-1920 | Metropolitans de Seattle | PCHA  | 22 | 11               | 0                | 11               | 0                | -                | - | -                    | -                    | -                    |                      |                      |
| 1920-1921 | Metropolitans de Seattle | PCHA  | 24 | 23               | 5                | 28               | 19               | -                | - | -                    | -                    | -                    |                      |                      |
| 1921-1922 | Metropolitans de Seattle | PCHA  | 24 | 16               | 2                | 18               | 27               | -                | - | -                    | -                    | -                    |                      |                      |
| 1922-1923 | Metropolitans de Seattle | PCHA  | 29 | 23               | 4                | 27               | 50               | -                | - | -                    | -                    | -                    |                      |                      |
| 1923-1924 | Metropolitans de Seattle | PCHA  | 13 | 2                | 2                | 4                | 11               | -                | - | -                    | -                    | -                    |                      |                      |
| 1926-1927 | Cougars de Détroit       | LNH   | 2  | 0                | 0                | 0                | 0                | -                | - | -                    | -                    | -                    |                      |                      |
| 1926-1927 | Blackhawks de Chicago    | LNH   | 15 | 0                | 2                | 2                | 14               | -                | - | -                    | -                    | -                    |                      |                      |